# Copa Libertadores da América Sub-20 de 2023
A Copa Libertadores da América Sub-20 de 2023, oficialmenete Copa CONMEBOL Libertadores Sub-20 de 2023 é a 7ª edição desta competição de futebol internacional organizada pela Confederação Sul-Americana de Futebol (CONMEBOL) para jogadores com até 20 anos de idade.
A competição teve como sede o Chile e tem como atual defensor do título o Peñarol.

## Formato
O torneio foi disputado em duas fase: Fase de Grupos e Fase Final.
- Fase de Grupos: Essa fase foi disputada pelas 12 equipes classificadas, as quais foram distribuídas em três grupos (A, B e C). Ao final da fase, classificam-se os primeiros colocados de cada grupo e o melhor segundo colocados dentre os três grupos.
- Semifinal: Os quatro times classificados da fase grupos irão se enfrentar em jogos únicos nas semifinais. Os dois vencedores irão disputar o título da final, enquanto que os perdedores irão disputar a partida pelo terceiro lugar.

## Equipes participantes
Nesta edição, as 12 vagas foram distribuídas da seguinte forma: atual campeão; 1 vaga adicional ao país anfitrião; 1 equipe de cada uma das 10 associações filiadas à CONMEBOL.
| Associação           | Equipe                  | Forma de classificação                                                        |
| -------------------- | ----------------------- | ----------------------------------------------------------------------------- |
| Argentina · (1 vaga) | Boca Juniors            | Campeão em quarta divisão do Torneio do Primeiro Semestre de 2022             |
| Bolívia · (1 vaga)   | Always Ready            | Campeão da Copa Bolivia Sub-20 2023                                           |
| Brasil · (1 vaga)    | Palmeiras               | Campeão da Supercopa do Brasil de Futebol Sub-20 de 2022                      |
| Chile · (2 vagas)    | O'Higgins               | Campeão do Torneio Apertura Proyeción 2022                                    |
| Chile · (2 vagas)    | Huachipato              | Campeão do Torneio Clausura Proyeción 2022 (Vaga adicional ao país anfitrião) |
| Colômbia · (1 vaga)  | Envigado                | Campeão da Supercopa Juvenil FCF 2022                                         |
| Equador · (1 vaga)   | Independiente del Valle | Campeão do Campeonato Nacional Sub-19 2022                                    |
| Paraguai · (1 vaga)  | Cerro Porteño           | Campeão do Campeones Sub-19 2022                                              |
| Peru · (1 vaga)      | Alianza Lima            | Campeão do Torneo de Promoción e Reservas da Liga 1 de 2022                   |
| Uruguai · (2 vagas)  | Peñarol                 | Campeão da Libertadores Sub-20 2022                                           |
| Uruguai · (2 vagas)  | Defensor Sporting       | Vice-campeão do Campeonato Uruguaio Sub-19 2022                               |
| Venezuela · (1 vaga) | Caracas                 | Campeão do Torneio Sub-19 2022                                                |

## Sorteio
O sorteio será realizado de acordo com o Artigo 16 do Regulamento, que diz:
- As 12 equipes serão alocadas em quatro potes com três equipes cada, de acordo com a colocação da sua associação na edição anterior do torneio;
- As equipes da mesma associação não podem ser sorteadas no mesmo grupo.

| Pote 1                                                       | Pote 2                                   | Pote 3                                | Pote 4                                  |
| ------------------------------------------------------------ | ---------------------------------------- | ------------------------------------- | --------------------------------------- |
| - Peñarol (A1) - Defensor Sporting - Independiente del Valle | - Cerro Porteño - Caracas - Boca Juniors | - Envigado - Alianza Lima - Palmeiras | - O'Higgins - Always Ready - Huachipato |

## Fase de Grupos

### Grupo A
| Pos | Equipe       | Pts | J | V | E | D | GP | GC | SG | Classificado |     | PEÑ | CAR | OHI | ALI |
| --- | ------------ | --- | - | - | - | - | -- | -- | -- | ------------ | --- | --- | --- | --- | --- |
| 1   | Peñarol      | 9   | 3 | 3 | 0 | 0 | 11 | 3  | +8 | Fase Final   |     | —   | 5–1 | —   | 4–1 |
| 2   | Caracas      | 6   | 3 | 2 | 0 | 1 | 8  | 6  | +2 |              |     | —   | —   | 4–1 | 3–0 |
| 3   | O'Higgins    | 1   | 3 | 0 | 1 | 2 | 2  | 6  | −4 |              | 1–2 | —   | —   | —   |     |
| 4   | Alianza Lima | 1   | 3 | 0 | 1 | 2 | 1  | 7  | −6 |              | —   | —   | 0–0 | —   |     |

### Grupo B
| Pos | Equipe                  | Pts | J | V | E | D | GP | GC | SG  | Classificado |     | IND | CER | ENV | ALW |
| --- | ----------------------- | --- | - | - | - | - | -- | -- | --- | ------------ | --- | --- | --- | --- | --- |
| 1   | Independiente del Valle | 9   | 3 | 3 | 0 | 0 | 10 | 1  | +9  | Fase Final   |     | —   | 3–1 | 1–0 | —   |
| 2   | Cerro Porteño           | 6   | 3 | 2 | 0 | 1 | 7  | 4  | +3  |              |     | —   | —   | 2–0 | 4–1 |
| 3   | Envigado                | 3   | 3 | 1 | 0 | 2 | 1  | 3  | −2  |              | —   | —   | —   | 1–0 |     |
| 4   | Always Ready            | 0   | 3 | 0 | 0 | 3 | 1  | 11 | −10 |              | 0–6 | —   | —   | —   |     |

### Grupo C
| Pos | Equipe            | Pts | J | V | E | D | GP | GC | SG | Classificado |     | BOC | PAL | SPO | HUA |
| --- | ----------------- | --- | - | - | - | - | -- | -- | -- | ------------ | --- | --- | --- | --- | --- |
| 1   | Boca Juniors      | 7   | 3 | 2 | 1 | 0 | 4  | 2  | +2 | Fase Final   |     | —   | 2–2 | —   | 1–0 |
| 2   | Palmeiras         | 5   | 3 | 1 | 2 | 0 | 6  | 5  | +1 |              |     | —   | —   | —   | 2–2 |
| 3   | Defensor Sporting | 3   | 3 | 1 | 0 | 2 | 4  | 3  | +1 |              | 0–1 | 1–2 | —   | —   |     |
| 4   | Huachipato        | 1   | 3 | 0 | 1 | 2 | 2  | 6  | −4 |              | —   | —   | 0–3 | —   |     |

## Fase Final
|  | Semifinais              | Semifinais              |   |                         | Final                   | Final |  |
|  |                         |                         |   |                         |                         |       |  |
|  | 13 de julho - La Serena |                         |   |                         |                         |       |  |
|  | Peñarol                 | 0                       |   |                         |                         |       |  |
|  | Boca Juniors            | 1                       |   |                         |                         |       |  |
|  |                         |                         |   |                         |                         |       |  |
|  |                         |                         |   |                         | 16 de julho - La Serena |       |  |
|  |                         |                         |   |                         | Boca Juniors            | 2     |  |
|  |                         | Independiente del Valle | 0 |                         |                         |       |  |
|  |                         |                         |   |                         |                         |       |  |
|  |                         |                         |   |                         |                         |       |  |
|  |                         |                         |   |                         | Terceiro lugar          |       |  |
|  | 13 de julho - La Serena | 13 de julho - La Serena |   | 16 de julho - La Serena | 16 de julho - La Serena |       |  |
|  | Independiente del Valle | 1                       |   | Peñarol                 | 2(2)                    |       |  |
|  | Cerro Porteño           | 0                       |   |                         | Cerro Porteño           | 2(3)  |  |

### Semifinais
| 13 de julho de 2023 | Peñarol | 0 – 1  | Boca Juniors  | Estádio La Portada, La Serena           |  |
| 14:30               |         | Súmula | 45+1' Benítez | Público: 0 Árbitro: BRA Paulo Zanovelli |  |

| 13 de julho de 2023 | Independiente del Valle | 1 – 0  | Cerro Porteño | Estádio La Portada, La Serena |  |
| 18:00               | Rentería 90+1'          | Súmula |               | Árbitro: PER Edwin Ordóñez    |  |

### Terceiro lugar
| 16 de julho de 2023 | Peñarol                      | 2 – 2  | Cerro Porteño              | Estádio La Portada, La Serena            |  |
| 12:00               | De Armas 53' · Umpiérrez 78' | Súmula | 44' Portillo · 76' Giménez | Público: 0 Árbitro: ARG Pablo Echevarría |  |

|                                 |       | Penalidades                     |  |
| Díaz Rodríguez Umpiérrez Nongoy | 2 – 4 | Arce Prieto Núñez Diarra Fariña |  |

### Final
| 16 de julho de 2023 | Boca Juniors      | 2 – 0 | Independiente del Valle | Estádio La Portada, La Serena           |
| 15:30               | Rodríguez 44, 48' |       |                         | Público: 0 Árbitro: COL Jhon Hinestroza |

## Premiação
| Copa Libertadores da América Sub-20 de 2023 |
| Argentina                                   |
| ------------------------------------------- |
| Boca Juniors Campeão (1º título)            |